# Francis-turbina

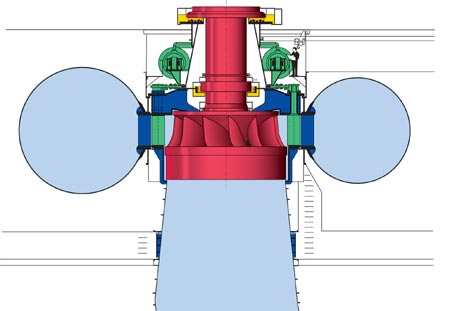
Francis-turbina

A Francis-turbina a vízturbinák egy fajtája, melyet James B. Francis fejlesztett ki. A Francis-turbina reakciós turbina, melynek járókerekébe a külső átmérőjétől befelé áramlik a víz.
A Francis-turbina a jelenleg leggyakrabban használt vízturbina. A Francis-turbinákat tíz métertől néhány száz méterig terjedő esés (vízszintkülönbség) esetén alkalmazzák, és elsősorban elektromos áram fejlesztésére használják.

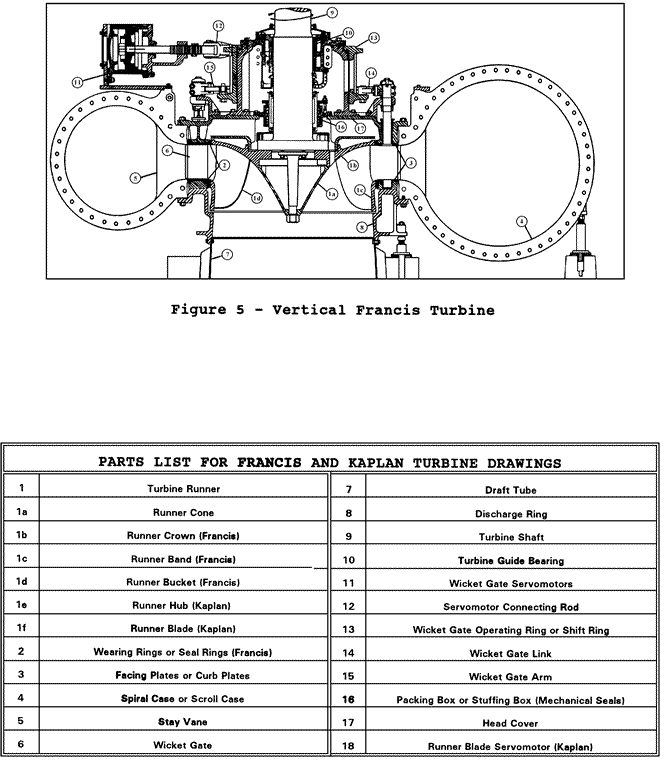
Francis turbina alkatrészei

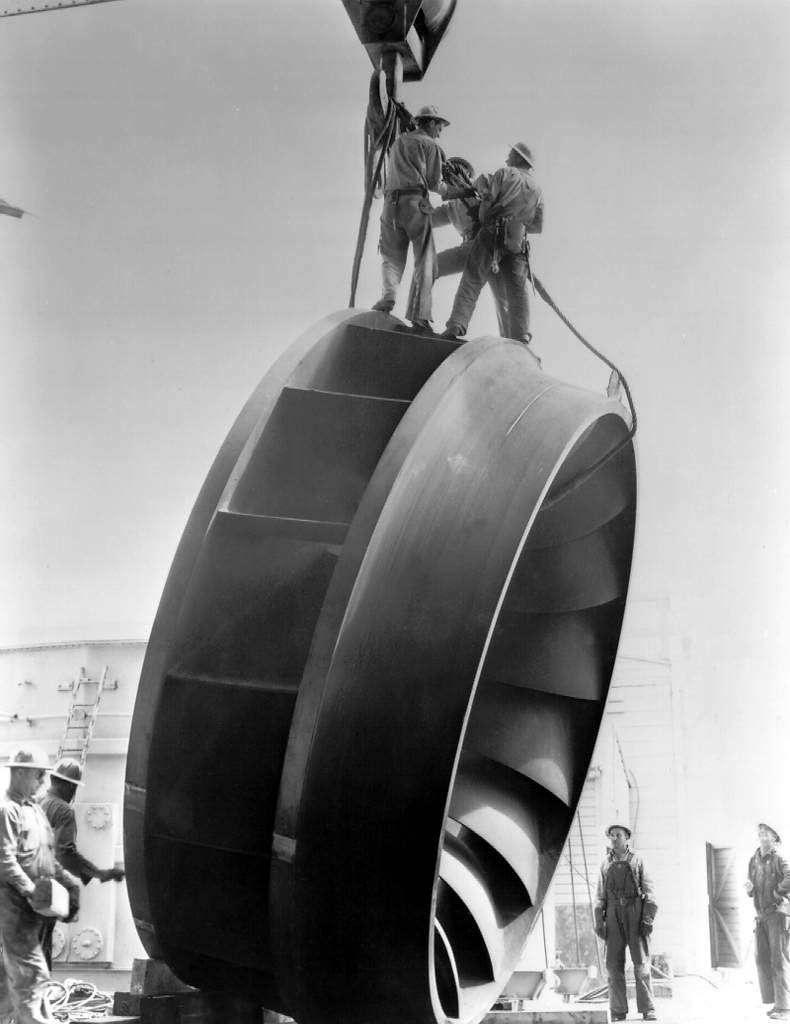
Francis járókerék, Grand Coulee gát, USA

## Története
Vízkerekeket az ókor óta használnak malom és más gépek meghajtására, azonban hatásfokuk alacsony. Azok az újítások, melyeket  XIX. században alkalmaztak a vízturbinákon, lehetővé tették, hogy versenyezzenek a gőzgéppel mint erőforrással (ha a víz rendelkezésre állt).
1826-ban Benoit Fourneyron jó hatásfokú (80%) turbinát épített, melynél a víz a járókeréken belülről kifelé áramlott. A vizet érintőlegesen vezették a turbina járókerekéhez, hogy örvénylésre kényszerítsék. Jean-Victor Poncelet kívülről befelé áramló turbinát tervezett 1820 körül, amely ugyanezt az elvet követte. S. B. Howd amerikai szabadalmat kapott hasonló konstrukcióra.
1848-ban James B. Francis újításokat hajtott végre ezeken a konstrukciókon annak érdekében, hogy 90%-os hatásfokú turbinát tudjon gyártani. Tudományos elveket és kísérleti módszereket használt ahhoz, hogy a valaha létezett legjobb hatásfokú turbinát megalkossa. Ami ennél is fontosabb, az ő számítási és grafikus módszerei jelentős előrelépést jelentettek a turbinák tervezésében. Módszerével jó hatásfokú turbinát lehetett tervezni bármilyen helyi adottságú vízierőműhöz.

## Működési elve
A Francis-turbina reakciós turbina, ami azt jelenti, hogy a munkaközeg (víz) nyomása a turbina járókerekén való áthaladáskor – miközben energiáját átadja – változik. Mivel a turbina forgórésze nyomás alatti folyadékban forog, a turbinaháznak zártnak és tömítettnek kell lenni. A turbina a nagynyomású vízbelépés és a kisnyomású vízkilépés között helyezkedik el, szokás szerint a gát alapjánál.
A ház bevezető része spirális alakú, úgynevezett csigaház. Vezetőlapátok irányítják az áramlást úgy, hogy a járókerék lapátjainak iránya mindig megegyezzen a beáramló víz sebességének irányával. A vezetőlapátok a vezetőkerékben helyezkednek el. A vezetőlapátok elfordításával lehet szabályozni a vízmennyiséget és esetleg a teljes lezárást is. A vezetőlapátok a járókerék előtt a szükséges perdületet biztosítják, tulajdonképpen örvénylésre kényszerítik a vízáramot. A járókereket ez az örvény forgatja meg. A vezető lapátok állíthatóak, hogy a lehető legjobb hatásfokú üzemet lehessen elérni különböző áramlási viszonyok esetén.
A turbina áramlási viszonyait az Euler-turbinaegyenlet írja le.

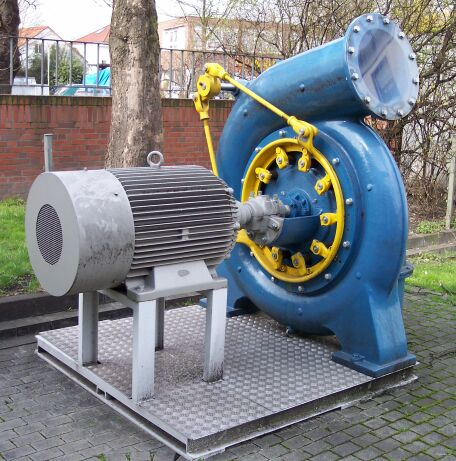
Francis-turbina és generátor
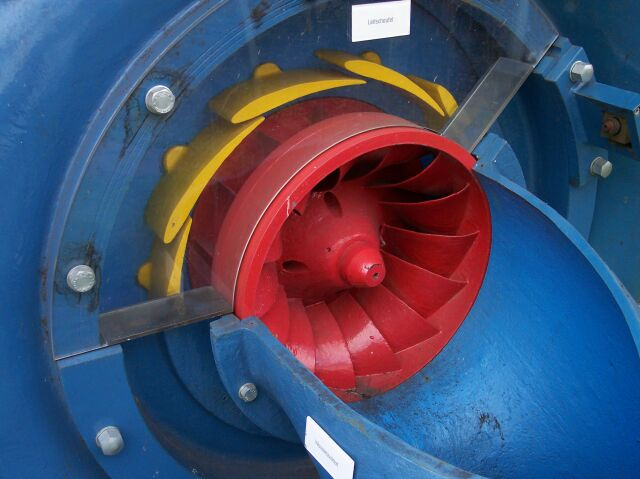
Vezetőlapátok a legkisebb áramló mennyiségre állítva (metszeti kép)
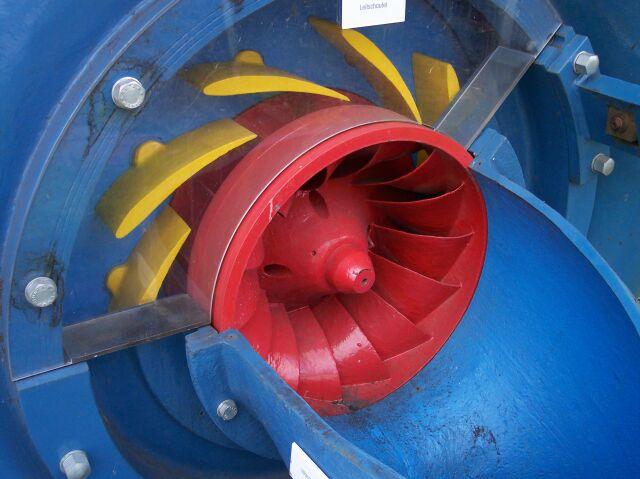
Vezetőlapátok a legnagyobb áramló mennyiségre állítva (metszeti kép)

A turbinából a folyadék az úgynevezett szívócsövön keresztül távozik. A szívócső diffúzor, vagyis fokozatosan bővülő keresztmetszetű cső, mely arra szolgál hogy lecsökkentse a vízáram sebességét és visszanyerhető legyen a kinetikus energia egy része. A szívócső alakját úgy választják meg, hogy a turbinára jutó esés az adott beépítésnél a lehető legnagyobb legyen.
A folyadék energiaátalakulása a turbinán belül a következőképpen zajlik le:
- A vezetőkeréken a folyadék nyomásának (esésének) egy része kinetikus energiává alakul, mégpedig úgy, hogy a folyadék perdületet kap.
- A perdület a járókerékben lecsökken, miközben a turbina tengelyén mechanikai munkát lehet levenni.
- A járókeréket a folyadékáram perdület nélkül hagyja el, de mozgási energiája jelentős sebessége folytán. Ez a kinetikus energia nyerhető vissza azáltal, hogy szívócsövet alkalmazunk, melyben a bővülő keresztmetszet folytán a nyomás nő. A szívócső végi nyomás megegyezik a külső atmoszféra nyomásával, így a turbina kilépési pontján akár vákuum is felléphet, ami kavitációhoz vezet.

## Alkalmazás

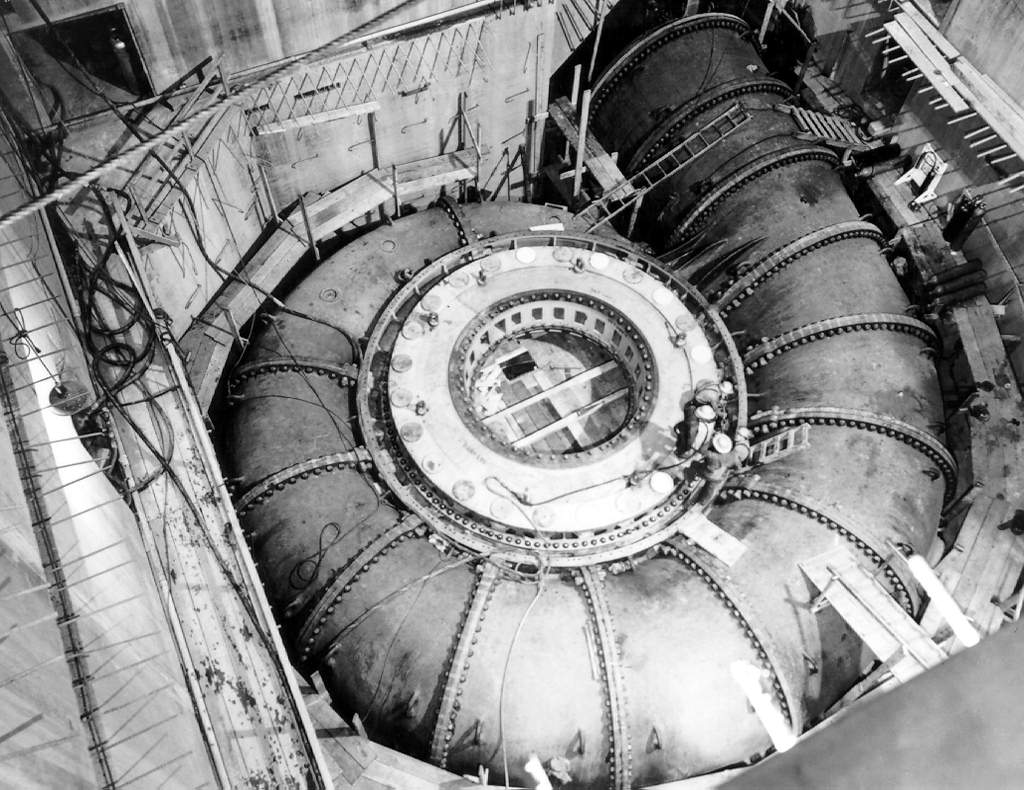
Francis-turbina bevezető csigaháza, Grand Coulee vízierőmű

A nagy Francis-turbinákat egyedileg tervezik minden vízierőműhöz, hogy a lehetséges legjobb hatásfokkal, legtöbbször 90% felett üzemeljenek. A legmegfelelőbb viszonyok a Francis-turbinák számára a nagy vízhozam és viszonylag kis vagy közepes esés. A Francis-turbinák tervezése, gyártása és szerelése igen költséges, de azután több évtizeden keresztül működnek.
Az egyszerű villamos energia termelésén kívül alkalmazhatók szivattyús-tározós vízierőművekben is. A villamosenergia hálózatba több, különféle erőmű szolgáltat energiát. A hagyományos hőerőművek és atomerőművek csak lassan terhelhetők, és lassan csökkenthető terhelésük, szemben a vízierőművekkel, melyek néhány perc alatt indíthatók és leállíthatók. Ráadásul a hőerőművek hatásfoka a tervezett teljesítménytől eltérő terhelésen sokkal rosszabb. A hálózat fogyasztása a napszaktól függően erősen változik: nappal az ipar szükségletei miatt a fogyasztás nagy, éjszaka lecsökken. A hálózat a fogyasztást úgy próbálja befolyásolni és egyenletesebbé tenni, hogy éjszaka az elfogyasztott energia ára olcsóbb, a csúcsokon pedig drágább. Ezért érdemes szivattyús-tározós erőműveket építeni, ahol a víztározót a (szivattyúként működő) turbinával töltik fel olyankor, amikor az elektromos energia iránti szükséglet kicsi, az ára alacsony, és akkor fordítják meg az áramlást és termelnek elektromos energiát a turbinával hajtott generátorral, amikor az elektromos energia iránti szükséglet a legnagyobb, ára pedig magas.
Francis-turbinát a vízhozam és esés igen széles területére lehet tervezni. Ez a tény, valamint a jó hatásfoka tette a világ legelterjedtebb vízturbinájává.
Olcsó Francis-mikroturbinákat három méteres esésre is készítenek egyedi energiatermeléshez.